# Пајсије Велики
Преподобни Пајсије Велики (грч. Παΐσιος) је хришћански свештеник и светитељ. Пајсије Велики (грч. Μεγαλη Παισιος) - Хришћански Светитељ убројан у Лик Светих. Рођен је у другој половини 4. века у Египту. Рано је изгубио родитеље, рукоположен је за свештеника, а касније је примио и монашки чин.
Као монах био је ученик преподобног Памба. Пајсије је имао нарочити дар уздржавања од јела. Често није окусио хлеб по петнаест дана, још чешће по недељу дана, а једном је, по сведочењу Јована Колова, седамдесет дана проживео не окусивши ништа. Имао је велику борбу са духовима злобе, који су му се јављали понекад онакви какви и јесу а понекад у виду светлих ангела. 
Умро је 417. године. Преподобни Исидор Пелусиот пренео његове мошти у своју обитељ, и тамо их сахранио.
Православна црква прославља светог Пајсија 19. јуна по јулијанском календару).